# بول آينس

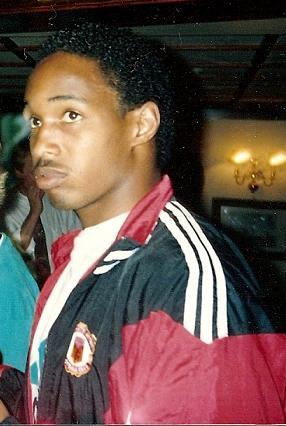
بول آينس عام 1991

بول إيمرسون كارلايل آينس (بالإنجليزية: Paul Emerson Carlyle Ince)‏، من مواليد 21 أكتوبر 1967 في حي إلفورد بشرق لندن في إنجلترا، لاعب كرة قدم إنجليزي سابق، ومدرب كرة قدم حالي.

## سيرته الرياضية
بدأ مسيرته الكروية مع نادي وست هام يونايتد في عام 1985، ولعب معهم حتى عام 1989، وشارك معهم في 72 مباراة وسجل 7 أهداف، وفي عام 1989 انتقل إلى نادي مانشستر يونايتد، ولعب معهم حتى عام 1995، وشارك معهم في 206 مباراة وسجل 24 هدف، وفي عام 1995 انتقل إلى نادي إنتر ميلان الإيطالي، ولعب معهم حتى عام 1997، وشارك معهم في 54 مباراة وسجل 10 أهداف، وفي عام 1997 انتقل إلى نادي ليفربول، ولعب معهم حتى عام 1999، وشارك معهم في 65 مباراة وسجل 14 هدف، وفي عام 1999 انتقل إلى نادي ميدلزبره، ولعب معهم حتى عام 2002، وشارك معهم في 93 مباراة وسجل 7 أهداف، وفي عام 2002 انتقل إلى نادي وولفرهامبتون واندرز، ولعب معهم حتى عام 2006، وشارك معهم في 115 مباراة وسجل 10 أهداف، وفي عام 2006 انتقل إلى نادي سويندون تاون، ولعب معهم 3 مباريات، وفي عام 2007 انتقل إلى نادي ماكسفيلد تاون، ولعب معهم مباراة واحدة.
وقد لعب مع منتخب إنجلترا لكرة القدم بين عامي 1992 و2000، وشارك معهم في 53 مباراة وسجل هدفين.
بعد ذلك اتجه آينس إلى مجال التدريب حيث درب أندية ماكلسفيد تاون وميلتون كينز دونز وبلاكبيرن روفرز ونوتس كاونتي وأخيراً بلاكبول إف سي.

## وصلات خارجية
- LFChistory.net player profile
- بول آينس على موقع الاتحاد الدولي (مؤرشف)  (الإنجليزية)
- بول آينس على موقع الاتحاد الأوربي (الإنجليزية)
- بول آينس على موقع قاعدة بيانات كرة القدم.إي يو (الإنجليزية)
- بول آينس على موقع ليكيب (الفرنسية)
- بول آينس على موقع ناشيونال فوتبول تيمز (الإنجليزية)
- بول آينس على موقع Soccerbase.com (لاعب) (الإنجليزية)
- بول آينس على موقع Soccerbase.com (مدرب) (الإنجليزية)
- بول آينس على موقع عالم كرة القدم.نت (الإنجليزية)
- بول آينس على موقع كووورة